# L'Infonie
L'Infonie était un groupe de musique québécois fondé en 1967 par le musicien Walter Boudreau et le poète Raôul Duguay. Leurs spectacles rassemblait plusieurs disciplines, telles que la musique, l'improvisation, la danse, la peinture, la soudure, l'artisanat et le mime. Leur musique, quant à elle, incorporait des éléments de jazz avec de la musique classique, baroque, contemporaine et électronique. L'Infonie était composé d'un nombre variable d'artistes, allant jusqu'à une trentaine. Le groupe s'est séparé en 1974.
L'Infonie a pris part à la Nuit de la poésie tenue en mars 1970. Il fait l'objet d'un film documentaire, L'Infonie inachevée... de Roger Frappier, tourné pour l'Office national du film et sorti en 1974. Le Quatuor de jazz libre du Québec a participé à l'Infonie de 1968 à 1970.

## Membres
En 1974, le groupe était composé des membres suivants.
- Jacques Beaudoin - basse, contrebasse, guitare
- Walter Boudreau - saxophone baryton, piano, clavecin
- Pierre Daigneault - saxophone ténor, piccolo
- Jean Grimard - saxophone soprano, flûte
- Gilles Hainault - pianos, clavinette
- Isengourd Knöhr - batterie, percussions, bruitage, piano, guitare
- Michel LeFrançois - guitare électrique
- André Pelchat - saxophone alto, flûte

## Discographie
- 1969 : Vol 3
- 1971 : Vol 33: Le Mantra
- 1972 : Vol 333
- 1974 : Vol 3333